# Jake Shields
Jake Sequoyah Shields, född 9 januari 1979, är en amerikansk mixed martial arts-utövare som tävlat i Rumble on the Rock, Elite XC, Shooto, Strikeforce UFC och varit mästare i organisationerna Strikeforce, EliteXC, Shooto och Rumble on the Rock. Han är numera aktiv i PFL.
Förutom MMA har han även tävlat inom BJJ där han bland annat vunnit brons på ADCC Submission Wrestling World Championship (2005) och han tävlar inom submission wrestling. 
Han har själv beskrivit sin stil som "amerikansk jiu-jitsu"
Shields tränar på Cesar Gracie Jiu-Jitsu tillsammans med bland andra Nick Diaz, Nate Diaz och Gilbert Melendez.

## Biografi

### Tidigt liv
Jake Shields föddes den 9 januari 1979 i Summerville, TN men växte upp i Mountain Ranch, CA och började träna brottning som nioåring. Han fortsatte brottas i både high school och college. I college träffade han Chuck Liddell som bjöd in honom till att komma och träna på hans gym. Ett par veckor senare, den 23 oktober 1999, gjorde han sin professionella MMA-debut när han fick hoppa in som ersättare för en träningskamrat. 

## MMA-karriär
Shields gick sina fem första matcher i mellanvikt trots att hans naturliga viktklass egentligen var weltervikt. Efter att ha vunnit tre av sina fem första matcher debuterade han i februari 2001 som welterviktare i organisationen Gladiator Challenge. Till och med november samma år gick han fyra matcher i organisationen och vann samtliga. Sommaren 2001 började han även träna på Cesar Gracie Jiu-Jitsu.

### Tidig karriär
Shields vann sju av sina tio första professionella MMA-matcher men hade ännu inte gått några matcher i de stora organisationerna. I december 2002 debuterade han i den japanska organisationen Shooto. Han mötte topp-3 rankade Hayato Sakurai och vann matchen på domslut. Efter segern över Sakurai blev han ett stort namn i Japan och fortsatte gå matcher i organisationer som Shooto och Pancrase. I juli 2004 vann han sin första titel när han besegrade Ray Cooper och blev mellanviktsmästare i Shooto. Under sin tid i Japan blev Shields vid två tillfällen erbjuden att gå matcher i Japans största MMA-organisation Pride men tackade nej. Han återvände istället till USA under 2006 och blev omgående mästare i organisationen Rumble on the Rock efter att ha vunnit deras welterviktsturnering. På vägen besegrade han Yushin Okami i semifinalen och Carlos Condit i finalen.
I juni 2007 besegrade han Ido Pariente och vann därmed sin sjunde raka match sedan han lämnade Japan. I september samma år gick han sin första av fyra matcher i organisationen EliteXC. Han vann sina två första matcher i organisationen och blev därmed erbjuden en match om welterviktstiteln mot Nick Thompson i juli 2008. Shields vann matchen via submission på en strypning redan efter en minut av den första ronden. Som nybliven titelhållare (hans tredje i karriären) blev han i media beskriven som den bästa welterviktaren utanför UFC. Han hann med att försvara titeln mot Paul Daley i oktober samma år innan organisationen gick i konkurs under vintern. 
Istället skrev Shields på för Strikeforce och debuterade mot Robbie Lawler i juni 2009 i en match han vann på submission. Därefter blev han erbjuden en titelmatch i mellanvikt mot Jason Miller i november samma år. Efter att matchen gått alla fem ronderna gav domarna Shields segern. I april 2010 försvarade Shields titeln genom att besegra Dan Henderson, återigen via domslut. Efter tre matcher i Strikeforce var hans kontrakt med organisationen slut. Då Shields och Strikeforce inte kunde komma överens om ett nytt kontrakt blev han släppt av organisationen den 30 juni 2010.

### UFC
I juli 2010 skrev han på för UFC och debuterade på UFC 121 mot Martin Kampmann i oktober samma år. Shields tog sin femtonde raka seger sedan förlusten mot Akira Kikuchi i december 2004 och blev därmed erbjuden en match mot den sjufaldiga welterviktsmästaren Georges St. Pierre. Shields och St. Pierre möttes på UFC 129 i Toronto den 30 april 2010. Efter att matchen gått alla fem ronderna gav poängdomarna segern till St. Pierre. Shields förlorade därmed sin första match på över sex år.
Sedan mötte Shields Jake Ellenberger på UFC Fight Night 25 17 september 2011 och förlorade matchen via TKO i första ronden. Det var första gången Shields förlorat via avslut på över tio år.
Shields mötte Yoshihiro Akiyama på UFC 144 26 februari 2012 och vann via enhälligt domslut.
Efter den vinsten gick Shields tillbaka till mellanvikt och mötte Ed Herman på UFC 150 11 augusti 2012 och vann via enhälligt domslut.
Sedan mötte Shields Tyron Woodley i weltervikt på UFC 161 15 juni 2013. Shields vann via delat domslut.
Efter det mötte han Demian Maia på UFC Fight Night 29 9 oktober 2013. Inte helt oväntat utspelade sig den största delen av matchen mellan de två välrenommerade Jiu-jitsuutövarna på marken, och Shields vann till slut via ett delat domslut.
Nästa match gick mot Hector Lombard på UFC 171 15 mars 2014 och den förlorade Shields via enhälligt domslut. Efter det meddelade UFC att de rivit kontraktet med Shields.
Dana White hade följande att säga om varför UFC valde att släppa Shields:
"Mixed martial arts is a young man's game. I like Jake Shields a lot. But let's be honest here: Where was he going in this [welterweight] division of animals we have? He's on the downswing, and he's never going to be the guy. His stand-up never improved. He hasn't really shown anything in his last couple of fights to make you go, Holy ****! Right now, at this point, he's just another guy"

### WSOF/PFL
I april 2014 skrev Shields på en fler-fightsdeal med WSOF. Shields debuterade på WSOF 14 11 oktober 2014 och mötte WSOF Kanadas welterviktsmästare Ryan Ford och vann matchen via submission i första ronden. I sin andra match för WSOF mötte han Brian Foster som huvudmatch, main event, vid WSOF 17 17 januari 2015. Återigen vann han via submission i första ronden.
Den tredje matchen för WSOF gällde welterviktstiteln och gick mot Rousimar Palhares vid WSOF 22 1 augusti 2015. Den matchen förlorade Shields via submission vilket var den första gången i sin karriär som Shields blivit submittad.
Nästa gång Shields fick en chans att gå en match om titeln kom den 31 december 2016 som co-main på WSOF 34 mot Jon Fitch 31 december 2016. Shields förlorade via enhälligt domslut.
Under 2017 köpte MMAX Investment Partners en majoritetspost i WSOF och bytte i april samma år namn på organisationen till Professional Fighters League.
Shields har fortsatt under det nya namnet PFL och har gått fyra matcher 2017/2018 med två vinster och två förluster. Båda förlusterna kom mot samme motståndare: Ray Cooper III. Den senaste förlusten var även hans senaste match på PFL 10 20 oktober 2018.

## Grapplingkarriär
Shields har vunnit flera titlar inom både brottning och brasiliansk jiu-jitsu. Under sin tid i college vann han både delstats- och nationella titlar, han blev två gånger (1997 och 1998) utsedd som All-American. Inom brasiliansk jiu-jutsu har han bland annat vunnit brons på ADCC Submission Wrestling World Championship (2005) och guld vid Pan Amerikanska spelen (2005).

## Tävlingsfacit

### MMA
| Resultat | Facit       | Motståndare       | Metod                         | Event                                      | Datum             | Rond | Tid   | Plats                | Noteringar                                                                    |
| Förlust  | 33–11–1 (1) | Ray Cooper III    | TKO (slag)                    | PFL 10                                     | 20 oktober 2018   | 1    | 3:10  | Washington D.C.      |                                                                               |
| Vinst    | 33–10–1 (1) | Herman Terrado    | Domslut (enhälligt)           | PFL 6                                      | 16 augusti 2018   | 3    | 3:00  | Atlantic City, NJ    |                                                                               |
| Förlust  | 32–10–1 (1) | Ray Cooper III    | TKO (slag)                    | PFL 3                                      | 5 juli 2018       | 2    | 2:09  | Washington D.C.      |                                                                               |
| Vinst    | 32–9–1 (1)  | Danny Davis Jr.   | Domslut (enhälligt)           | PFL: Everett                               | 29 juli 2017      | 3    | 5:00  | Everett, WA          |                                                                               |
| Förlust  | 31–9–1 (1)  | Jon Fitch         | Domslut (enhälligt)           | WSOF 34                                    | 31 december 2016  | 5    | 5:00  | New York City, NY    | För welterviktstiteln                                                         |
| Förlust  | 31–8–1 (1)  | Rousimar Palhares | Submission (kimora)           | WSOF 22                                    | 1 augusti 2015    | 3    | 2:02  | Las Vegas, NV        | För welterviktstiteln                                                         |
| Vinst    | 31–7–1 (1)  | Brian Foster      | Submission (neck-crank)       | WSOF 17                                    | 17 januari 2015   | 1    | 2:51  | Las Vegas, NV        |                                                                               |
| Vinst    | 30–7–1 (1)  | Ryan Ford         | Submission (rear-naked)       | WSOF 14                                    | 11 oktober 2014   | 1    | 4:29  | Edmonton, Alberta    |                                                                               |
| Förlust  | 29–7–1 (1)  | Hector Lombard    | Domslut (enhälligt)           | UFC 171: Hendricks vs. Lawler              | 15 mars 2014      | 3    | 5:00  | Dallas, TX           |                                                                               |
| Vinst    | 29–6–1 (1)  | Demian Maia       | Domslut (delat)               | UFC Fight Night: Maia vs. Shields          | 9 oktober 2013    | 3    | 5:00  | Barueri              |                                                                               |
| Vinst    | 28–6–1 (1)  | Tyron Woodley     | Domslut (delat)               | UFC 161: Evans vs. Henderson               | 25 juni 2013      | 3    | 5:00  | Winnipeg, Manitoba   |                                                                               |
| NC       | 27–6–1 (1)  | Ed Herman         | NC (Ändrat i efterhand)       | UFC 150: Henderson vs. Edgar II            | 11 augusti 2012   | 3    | 5:00  | Denver, CO           | Enhällig domslutsvinst för Shields, men denne fastnade sedan i ett dopingprov |
| Vinst    | 27–6–1      | Yoshihiro Akiyama | Domslut (enhälligt)           | UFC 144: Edgar vs. Henderson               | 26 februari 2012  | 3    | 5:00  | Saitama              |                                                                               |
| Förlust  | 26–6–1      | Jake Ellenberger  | TKO (knän och slag)           | UFC Fight Night: Shields vs. Ellenberger   | 17 september 2011 | 1    | 0:53  | New Orleans          |                                                                               |
| Förlust  | 26–5–1      | Georges St-Pierre | Domslut (enhälligt)           | UFC 129: St-Pierre vs. Shields             | 30 april 2011     | 5    | 5:00  | Toronto, Kanada      | För UFC:s welterviktstitel                                                    |
| Vinst    | 26–4–1      | Martin Kampmann   | Domslut (delat)               | UFC 121: Lesnar vs. Velasquez              | 23 oktober 2010   | 3    | 5:00  | Anaheim, USA         |                                                                               |
| Vinst    | 25–4–1      | Dan Henderson     | Domslut (enhälligt)           | Strikeforce: Nashville                     | 17 april 2010     | 5    | 5:00  | Nashville, USA       | Försvarade Strikeforce mellanviktstitel                                       |
| Vinst    | 24–4–1      | Jason Miller      | Domslut (enhälligt)           | Strikeforce/M-1 Global: Fedor vs. Rogers   | 7 november 2009   | 5    | 5:00  | Hoffman Estates, USA | Blev Strikeforce mellanviktsmästare                                           |
| Vinst    | 23–4–1      | Robbie Lawler     | Submission (Guillotine Choke) | Strikeforce: Lawler vs. Shields            | 6 juni 2009       | 1    | 2:02  | St. Louis, USA       | 182 lb catchweight                                                            |
| Vinst    | 22–4–1      | Paul Daley        | Submission (Armbar)           | EliteXC: Heat                              | 4 oktober 2008    | 2    | 3:47  | Sunrise, USA         | Försvarade EliteXC welterviktstitel                                           |
| Vinst    | 21–4–1      | Nick Thompson     | Submission (Guillotine Choke) | EliteXC: Unfinished Business               | 26 juli 2008      | 1    | 1:03  | Stockton, USA        | Blev EliteXC welterviktsmästare                                               |
| Vinst    | 20–4–1      | Mike Pyle         | Submission (Rear-Naked Choke) | EliteXC: Renegade                          | 10 november 2007  | 1    | 3:39  | Copus Christi, USA   |                                                                               |
| Vinst    | 19–4–1      | Renato Verissimo  | TKO (slag)                    | EliteXC: Uprising                          | 15 september 2007 | 1    | 4:00  | Honolulu, Hawaii     | 175 lb catchweight                                                            |
| Vinst    | 18–4–1      | Ido Pariente      | Submission (Rear-Naked Choke) | K-1 Dynamite!! USA                         | 2 juni 2007       | 1    | 2:06  | Los Angeles, USA     |                                                                               |
| Vinst    | 17–4–1      | Ray Steinbeiss    | Submission (Guillotine Choke) | BodogFIGHT: Costa Rica Combat              | 18 februari 2007  | 1    | 1:29  | Costa Rica           |                                                                               |
| Vinst    | 16–4–1      | Steve Berger      | TKO (slag)                    | FCP: Malice at Cow Palace                  | 9 september 2006  | 2    | 1:36  | San Francisco, USA   |                                                                               |
| Vinst    | 15–4–1      | Carlos Condit     | Domslut (enhälligt)           | Rumble on the Rock 9                       | 21 april 2006     | 3    | 5:00  | Honolulu, Hawaii     | Blev Rumble on the Rock welterviktsmästare                                    |
| Vinst    | 14–4–1      | Yushin Okami      | Domslut (majoritetsbeslut)    | Rumble on the Rock 9                       | 21 april 2006     | 3    | 5:00  | Honolulu, Hawaii     | Semifinal i Rumble on the Rock welterviktsturnering                           |
| Vinst    | 13–4–1      | Dave Menne        | Domslut (enhälligt)           | Rumble on the Rock 8                       | 20 januari 2006   | 3    | 5:00  | Honolulu, Hawaii     | Kvartsfinal i Rumble on the Rock welterviktsturnering                         |
| Vinst    | 12–4–1      | Toby Imada        | Domslut (enhälligt)           | Kage Kombat                                | 12 november 2005  | 3    | 5:00  | Kalifornien, USA     |                                                                               |
| Förlust  | 11–4–1      | Akira Kikuchi     | Domslut (enhälligt)           | Shooto: Year-End Show 2004                 | 14 september 2004 | 3    | 5:00  | Tokyo, Japan         | Förlorade Shooto mellanviktstitel                                             |
| Vinst    | 11–3–1      | Ray Cooper        | Submission (Rear-Naked Choke) | Shooto Hawaii: Soljah Fight Night          | 9 juli 2004       | 1    | 3:29  | Honolulu, Hawaii     | Blev Shooto mellanviktsmästare                                                |
| Oavgjort | 10–3–1      | Kazuo Misaki      | Oavgjort                      | Pancrase: Hybrid 10                        | 30 november 2003  | 3    | 5:00  | Tokyo, Japan         |                                                                               |
| Vinst    | 10–3        | Akira Kikuchi     | Domslut (enhälligt)           | Shooto: 8/10                               | 10 augusti 2003   | 3    | 5:00  | Tokyo, Japan         |                                                                               |
| Vinst    | 9–3         | Milton Vieira     | Domslut (enhälligt)           | Shooto: Midwest Fighting                   | 21 maj 2003       | 3    | 5:00  | Hammond, Indiana     |                                                                               |
| Vinst    | 8–3         | Hayato Sakurai    | Domslut (enhälligt)           | Shooto: Year-End Show 2002                 | 14 december 2002  | 3    | 5:00  | Chiba, Japan         |                                                                               |
| Förlust  | 7–3         | Ray Cooper        | Domslut (majoritetsbeslut)    | Warriors Quest 6: Best of the Best         | 3 augusti 2002    | 3    | 5:00  | Honolulu, Hawaii     |                                                                               |
| Vinst    | 7–2         | Robert Ferguson   | Domslut (enhälligt)           | Gladiator Challenge 7: Casualties of War   | 4 november 2001   | 2    | 5:00  | Colusa, USA          |                                                                               |
| Vinst    | 6–2         | Jeremy Jackson    | Submission (Rear-Naked Choke) | Gladiator Challenge 6: Caged Beasts        | 9 september 2001  | 1    | 2:03  | Colusa, USA          |                                                                               |
| Vinst    | 5–2         | Tracy Hess        | Domslut (enhälligt)           | Gladiator Challenge 3: Showdown at Soboba  | 7 april 2001      | 2    | 5:00  | Friant, USA          |                                                                               |
| Vinst    | 4–2         | Randy Velarde     | Submission (rear-naked)       | Gladiator Challenge 2: Collision at Colusa | 18 februari 2001  | 2    | 3:19  | Colusa, USA          | Debut i weltervikt.                                                           |
| Förlust  | 3–2         | Phillip Miller    | Domslut (enhälligt)           | IFC: Warriors Challenge 9                  | 18 juli 2000      | 2    | 8:00  | Friant, USA          |                                                                               |
| Vinst    | 3–1         | Shannon Ritch     | Submission (Armtriangel)      | Best of the Best                           | 4 maj 2000        | 1    | 2:45  | Tempe, USA           |                                                                               |
| Förlust  | 2–1         | Marty Armendarez  | TKO (slag)                    | IFC: Warriors Challenge 6                  | 25 mars 2000      | 1    | 7:34  | Friant, USA          |                                                                               |
| Vinst    | 2–0         | Brian Warren      | Domslut (enhälligt)           | CFF: The Cobra Challenge 1999              | 11 december 1999  | 1    | 10:00 | Anza, USA            |                                                                               |
| Vinst    | 1–0         | Paul Harrison     | TKO (slag)                    | CFF: The Cobra Qualifier 1999              | 23 oktober 1999   | 1    | 3:22  | Anza, USA            |                                                                               |

### Submission wrestling
| Antal matcher        | Vunna matcher | Förlorade matcher |
| -------------------- | ------------- | ----------------- |
| Totalt               | 11            | 6                 |
| Via submission       | 3             | 2                 |
| Via poäng            | 2             | 3                 |
| Via domslut          | 6             | 1                 |
| Via diskvalificering | 0             | 0                 |
| Oavgjorda            | 3             | 3                 |